# Cejřov (výhybna)
Cejřov (nebo též Výh Cejřov) je výhybna, která leží mezi vesnicemi Cejřov a Vrbatův Kostelec. Nachází se v km 58,477 trati Havlíčkův Brod – Pardubice-Rosice nad Labem mezi stanicemi Žďárec u Skutče a Chrast u Chrudimi.

## Historie
Výhybna byla vybudována v roce 2015 v místě, kde již dříve výhybna existovala, ale byla zrušena.

## Popis výhybny
Ve výhybně jsou dvě dopravní koleje o užitečných délkách 348 a 356 metrů. Je vybavena elektronickým stavědlem K-2002, které je dálkově ovládáno ze Žďárce u Skutče. Přilehlé traťové úseky jsou vybaveny automatickými hradly bez oddílových návěstidel. Z širé trati v km 57,898 traťového úseku Žďárec u Skutče – Cejřov odbočuje vlečka Skanska – Kamenolom Zárubka.